# Jejemon

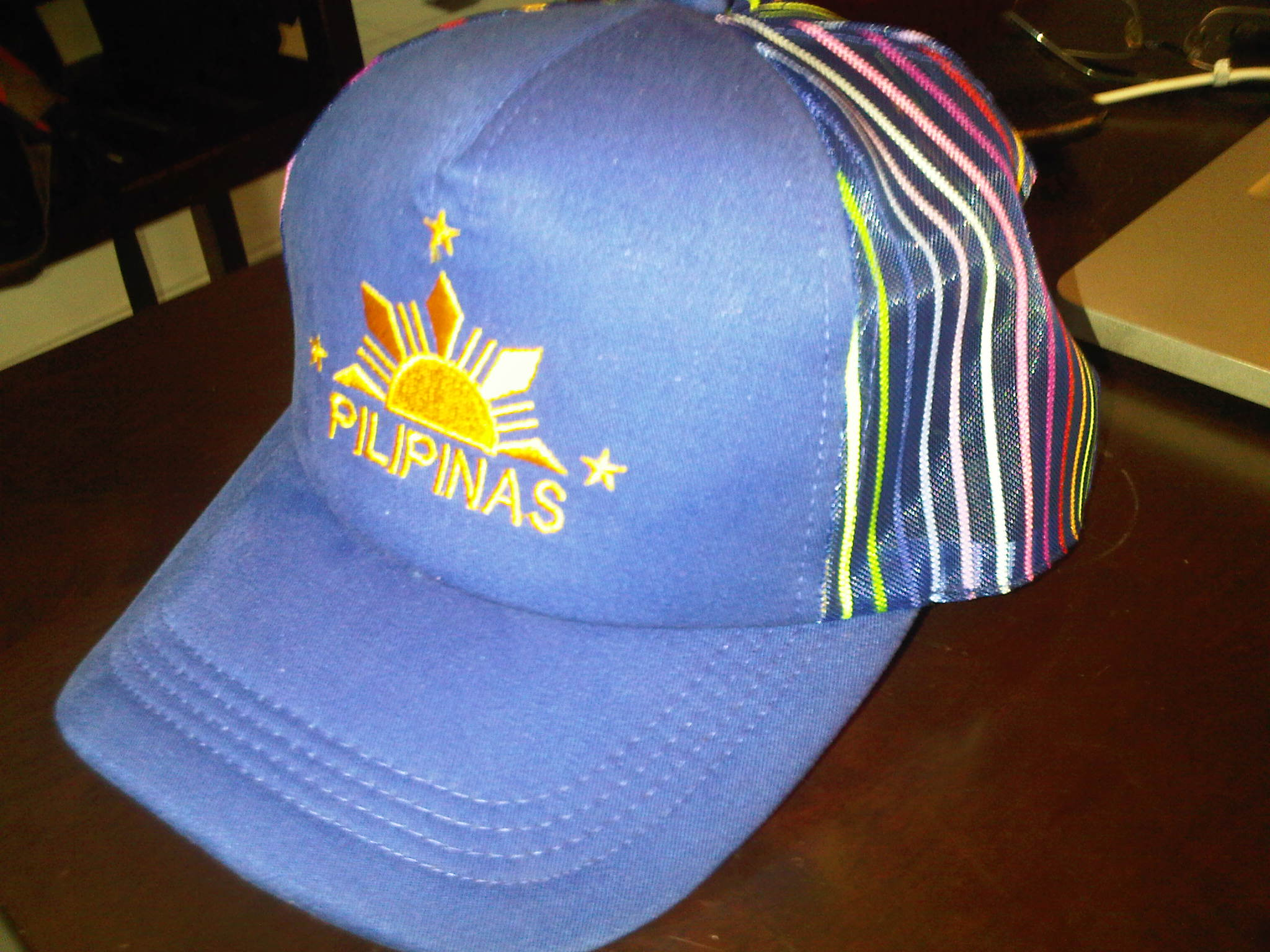
El Jejecap es famoso por sus rayas de colores del arcoíris en la parte trasera.

Jejemon (tagalo: /ˈdʒɛdʒɛmon/) es un término usado en Filipinas para referirse a las personas que alteran el idioma inglés hasta hacerlo difícil de leer. El Philippine Daily Inquirer (Investigador Diario Filipino) los describe como «diferentes pero felices» debido a su lenguaje y vestimenta particulares. 
La aparición de los Jejemons se vincula a la popularidad de los teléfonos celulares en los años 2000, cuando los teléfonos celulares populares en Filipinas tenían un límite de 160 caracteres por mensaje. Esto llevó a los usuarios a crear palabras más cortas para ahorrar espacio.
Se considera que la mayoría de los Jejemons son de bajos recursos económicos.[cita requerida]
Las personas identificadas como Jejemons se clasifican en niveles que incluyen: leve, moderado, grave o terminal.[cita requerida]
El término Jejemon es un acrónimo conformado por la expresión je, je de origen español, que se utiliza para denotar risa, y mon, en referencia a la serie animada japonesa Pokémon.
Este fenómeno del lenguaje abreviado no es exclusivo de Filipinas. Por ejemplo, en Tailandia, se utiliza «5555» para expresar ja, ja, ja, dado que el número 5 en tailandés se pronuncia como «ja».